# オデッド・シュラム

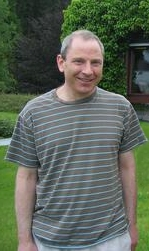
オデッド・シュラム

オデッド・シュラム （Oded Schramm, 1961年12月10日 - 2008年9月1日） はイスラエルの数学者。マイクロソフトリサーチ研究員。
専門は確率論、パーコレーション、ランダムウォークなど。

## 略歴
- 1961年 - イスラエル、エルサレムに生まれる。
- 1986年 - ヘブライ大学で数学とコンピュータ科学の学士号を取得。
- 1987年 - 同大学院で数学の修士号取得。
- 1990年 - ウィリアム・サーストンの指導のもとプリンストン大学で博士号を取得。
- 2008年 - ワシントン州の山ガイ・ピークを1人でハイキング中に転落死。46歳没[1][2][3]。

## 受賞歴
- 2001年 - サレム賞：SLEの創始と平面におけるブラウン曲線の幾何学への貢献。
- 2002年 - クレイ数学研究所クレイ研究賞：パーコレーション、ランダムウォーク、確率論における解析学と幾何学的洞察の融合（特にSLEに対して）。
- 2003年 - 国際数理物理学会ポアンカレ賞：離散共形幾何学への貢献とSLEの発見。